# Мехмет Мурат Сомер
Мехмет Мурат Сомер (на турски: Mehmet Murat Somer) е турски сценарист и писател, автор на произведения в жанровете трилър и криминален роман, водещ представител на гей литературата в Турция.

## Биография и творчество
Роден е през 1959 г. в Анкара, Турция. През 1982 г. се мести в Истанбул. Завършва технически университет, след което работи като инженер за „Сони“, а после като мениджър на „Ситибанк“. От 1994 г. е консултант по мениджмънт и провежда корпоративни семинари за придобиване на управленски и личностно развитие.
Започва да пише през 2001 г., когато тежък здравословен проблем на сърцето го пенсионира. През 2003 г. пише сценарии за епизодите на телевизионния сериал „Хюрем Султан“. Покрай сериала се свързва с Орхан Памук, който му помага за първата пуликация.
Първият му роман „Huzur cinayetleri“ от криминалната поредица „Хоп-чики-яя“ е публикуван през 2004 г. Безименият главен герой е компютърен специалист през деня, а през през нощта е бляскава жена, и собственик на клуб за травестити. Тежки престъпления го принуждават да стане по неволя детектив-аматьор. Той извършва опасни разследвания сред нощните клубове, екзотичната природа и скритите райони на Истанбул, където се подвизават травестити, бандити, трафиканти на наркотици, жълти журналисти, лицемери и сенчести политици. Романът става бестселър и го прави известен, след което се посвещава на писателската си кариера.
Мехмет Мурат Сомер живее в Истанбул.

## Произведения

### Серия „Хоп-чики-яя“ (Hop-Çiki-Yaya)
1. Huzur cinayetleri (2004)
2. Peruklu cinayetler (2004)
3. Peygamber cinayetleri (2005)
4. Jigolo cinayeti (2005)
5. Buse cinayeti (2008)
Убийството на Бусе, изд.: ИК „Ентусиаст“, София (2011), прев. Тимур Халилов
6. Kader'in peşinde (2009)

### Серия „Шампанско“ (Şampanya)
1. Holding (2005)
2. Podyum (2007)

### Екранизации
- 1989 Zirvenin bedeli
- 2003 Hürrem Sultan – ТВ сериал, 8 епизода